# 地球防衛軍3
『地球防衛軍3』（ちきゅうぼうえいぐんスリー）は、ディースリー・パブリッシャーより発売されたXbox 360用3Dアクションシューティング。開発はサンドロットが担う。本稿では移植作品や本作を基にしたアプリゲームも扱う。略称は「EDF3」。

## 概要
本作のナンバリングは『SIMPLE2000シリーズ』として発売された『THE 地球防衛軍』や『THE 地球防衛軍2』から続く形になっているものの、世界観は完全に一新されている。過去作は「SIMPLE2000シリーズ」の一作品であったため定価2,100円の廉価ソフトだったが、本作をもってSIMPLEシリーズから独立しフルプライスソフトとなったため、SIMPLEシリーズの特徴である冠詞の「THE」はタイトルに付かなくなった。なお、本作はシリーズで初めてDVD-ROMを採用している。
本作の発表当初は『地球防衛軍X(仮)』というタイトルだった。2006年12月14日に「地球防衛軍3」というタイトルで発売開始。海外でも『EARTH DEFENSE FORCE 2017』というタイトルで、北米では2007年3月20日、ヨーロッパでは同年3月30日に発売された。同年11月1日、日本国内ではプラチナコレクションとして廉価版が発売された。2009年9月8日にゲームオンデマンドで配信開始。2010年8月にXbox 360ダッシュボード上で年間ダウンロードランキングが公開され、『THE IDOLM@STER』と『THE IDOLM@STER LIVE FOR YOU!』を凌ぎ年間第1位に輝いている。
2009年8月17日にはケータイ用ゲームアプリとして『地球防衛軍3 Mobile』が配信された。開発元はギガ連射で、全10ミッションの簡易版となっている。
2012年9月27日にはPlayStation Vitaにて本作の移植作品である『地球防衛軍3 PORTABLE』（EDF3P）が発売された。複数の形態され販売され、ソフト単品の「通常版」と、ソフト2本が同封される「ダブル入隊パック」、ダウンロード版が提供された。移植にあたって多くの要素が追加されており、一定の条件を満たす事で『EDF2』に登場した兵科「ペイルウイング」がゲスト参戦という扱いで使用可能となる。その他にも多くの追加武器や新ミッションが追加され、アドホック通信やオンライン通信を通じて最大4人での協力プレイが可能になった。また、本作発売前の2012年9月25日には実写予告として、河崎実が監督を務める短編特撮作品『地球防衛軍3 PORTABLE THE COMMERCIAL』が公開された。
2021年10月14日にはNintendo Switchへの移植版『地球防衛軍3 for Nintendo Switch』（EDF3FNS）が発売された。Nintendo Switchへの移植は同年7月15日発売の『地球防衛軍2 for Nintendo Switch』に続いて2作目で、今作は『EDF3P』をベースとしている。

## ゲーム内容
本作のプレイヤーは地球防衛軍の一員として、仲間であるNPC隊員と共に侵略者が送り込む巨大生物やガンシップといった相手に戦いを挑む。
2人同時プレイは、キャンペーンを左右分割画面で攻略する「協力プレイ」と、プレイヤー同士で戦う「対戦モード」の2種類が存在する。『EDF3P』では通信機能により最大4人での協力プレイおよび対戦モードが可能である。
一部の画面効果はプレイの妨げにならないように、プレイヤーによる設定で無効にすることも可能である。コントローラによる操作方法は2種類存在し、簡便な初心者向けの「ノーマル」と、左右のスティックを駆使する上級者向けの「テクニカル」とを任意で選択出来る。なお、これらはゲーム中いつでも変更可能である。また、今作からは両操作ともボタン配置の変更が可能になった。
本作で選択できる兵科は陸戦兵（ストーム隊）のみであり、EDF2に存在したペイルウイングは存在せず、プラズマ兵器やレーザー兵器の試作品が扱えるに留まる。本作の戦争を経て、フォーリナーが残した科学技術を応用して空を飛ぶ兵士「ウイングダイバー」が続編の『地球防衛軍4』で登場するため、本作の世界には空を飛べる兵科は時系列的に存在しない設定である。ただし『EDF3P』では一定条件を満たすと、EDF2からゲスト参戦という扱いで「ペイルウイング」が使用可能となる。『EDF3FNS』では最初からペイルウイングを選択可能である。

## 兵科
『EDF3』では兵科はひとつしかなく、複数の兵科から選択するという概念はなかった。『EDF3P』では、特典としてゲーム内の条件を満たすことで『EDF2』に登場した兵科ペイルウイングが選択できるようになった。『EDF3FNS』では最初からペイルウイングを選択できる。
陸戦兵（ストーム隊）
過去作の「陸戦兵」の特徴を引き継ぐ兵科。アサルトライフルやスナイパーライフルなど実弾兵器を中心に扱う歩兵。今作から設置型爆弾や指向性地雷、セントリーガンといった新種の武器が追加された。
『EDF3P』では更に武器が追加され、強力だがバックパックを装備するため移動速度が低下する武器や、敵を催眠状態や恐慌状態にする特殊兵器、防御力を上げたり乗り物を強化する支援武器などが追加された。
ペイルウイング
『EDF3P』以降の作品から使用可能になる空飛ぶ女性兵士。レーザー兵器やプラズマ兵器を操る。背中に装備した飛行ユニットで、立体的な空中機動戦闘が可能。その機動性を生かした一撃離脱戦法を得意とする。デザインは本作のため新たに制作されている。

## 味方NPC
過去作では味方は通信上のみの登場であり、実際のプレイではプレイヤー1人（画面分割プレイでは2人）しか戦うことはなかった。今作では味方NPCが追加され、彼らはアサルトライフルやロケットランチャーなどを持ち、会話したり叫んだりしながらプレイヤーと共に戦う。基本的には赤色のヘルメットを被った隊長と、隊長に追従する隊員達で構成されている。ミッションによっては味方の頭上に三角マークがあり、これは合流可能を意味する。合流した味方はプレイヤーに追従する。ミッションによってはプレイヤーと合流せず独自行動を取る部隊もいるが、隊長がやられた場合はその部下たちとは合流可能になる。なお、隊長および隊員達は、プレイヤーの手によって殺害することも可能。それによるゲーム上のペナルティはなく、指揮権を剥奪するため隊長を倒し部下たちと合流するといったことも可能である。

## ストーリー
西暦2013年、宇宙からの電波を受信し地球外生命体の存在が確認される。人類はこれをフォーリナーと呼称し、様々な呼びかけを行ったものの応答はなかった。2015年、人類は有事に備えて「連合地球軍（EDF）」を結成する。
2017年、フォーリナーは大船団を率いて地球へと飛来し、巨大生物や巨大ロボット兵器で無差別攻撃を開始した。特殊遊撃隊ストームに所属する主人公の「ストーム1」は、他のEDF隊員たちと共に、フォーリナーの地球侵略に対して命がけで立ち向かう。

## 組織
連合地球軍（Earth Defense Force, EDF）
2015年に設立された、国家の枠組みを超えた超法規的な軍事組織。軍事組織としては世界最大級の規模を誇り、所属している兵員は陸戦部隊のみで30万人を超えている。総司令部は北米に存在し、世界の数十ヶ国に司令部を設けている。無線では欧州司令部、南米司令部が確認可能な他、中東・極東・シベリアにも司令部がある事がうかがえる。また、戦略情報部のようにマザーシップを始めとする各地のフォーリナーの動向や性能の調査を任務とする部署が存在しており、エージェントが巨大生物の巣穴に潜入するなど、危険な任務についている。陸戦部隊の他にも空軍が存在している。
作品タイトルは「地球防衛軍」だが、作中や公式サイトでは「連合地球軍」と呼ばれている。いずれも略称は「EDF」である。
EDF陸戦部隊
陸戦部隊は主に大多数を占める強襲歩兵隊「レンジャーチーム」と少数の特殊遊撃隊「ストームチーム」、偵察隊「スカウトチーム」に大別される。それぞれ10人程度でチームを作って戦場に展開する。また、地底戦闘部隊の「モールチーム」や狙撃部隊の「スナイパーチーム」、個人用レーザー兵器を運用する「オメガチーム」が存在する。部隊を率いる隊長はV字ラインが入った赤いヘルメットを被り、それ以外の隊員は茶褐色のヘルメットを被る。
フォーリナー（Ravager）
2013年に確認された地球外生命体。2017年に大船団を率いて地球へ襲来し、人類に対し無差別攻撃を仕掛ける。ただ攻撃を繰り返すのみで、侵略目的ははっきりしていない。
海外版ではフォーリナーという名称は使用されず、破壊者を意味する「Ravager（ラヴェジャー）」と呼称されている。

## キャラクター

### EDF
ストーム1（ストームリーダー）
ストーム1とは主人公が所属する部隊名であり、主人公はその隊長であるが、基本的には主人公個人を指す。固有の仲間は登場せず(一部ミッションでは2~3名の隊員がミッション開始時から追従する。)ミッション内で合流した友軍が一時的に指揮下に入るにとどまる。最初は他の部隊と共に行動する一歩兵に過ぎないが、数々の戦場を戦い抜き、最終的にマザーシップの撃墜に成功する。アーマーの色は他の味方と同じだが、ヘルメットは灰色でV字のラインが入っており独自のバイザーが備えられている。
本部（声：田中完）
無線を介して主人公たちを指揮する。フォーリナーを倒すため指示を下すが、場当たり的な指示であったり、指示が仇になる事も多い。
オペレーター（声：久嶋志帆）
敵の分析情報やEDFの動向などを本部に伝える。
アナウンサー（声：西川葉月）
報道機関のアナウンサー。世界の戦況や避難の指示などを報道する。
結城
中盤に登場する一般兵士。所属はレンジャー1。また、マップのひとつである海岸沿いの街「津川浦」では、民宿「ゆうき」なる建物が確認出来る。結城隊員との関係性は不明。
THE 地球防衛軍では酸を受けた結城という兵士が登場しており、THE 地球防衛軍2でも結城博士という人物が武器の説明文に登場する。本作以降もシリーズを通して結城という名前がたびたび登場する。
市民
フォーリナーの攻撃から逃げ惑う人々。ミッション中にたびたび登場し、敵からの攻撃対象となるが当たり判定はなく無敵である。最終決戦では全世界の市民が陽動のためEDFの旗を掲げて一斉に蜂起する。

### フォーリナー

#### 巨大生物
虫に酷似しているが、厳密には虫ではなく単なる「巨大生物」とのみ呼称される。街をいっぱいに埋め尽くすように、膨大な数の巨大生物が所かまわず徘徊し、さらにはビルの壁面や塔に群がっているその姿は不気味である。この生物こそがフォーリナーではないかという説もある。地底に巨大な巣穴を形成し、人間を餌とする。
巨大甲殻虫
アリの姿をした巨大生物。質より量で迫るその戦闘力は侮れない。黒色と赤色の2タイプが存在し、黒色のタイプは噛み付き攻撃と腹部後端から酸を噴射する（序盤の数ミッションでは噴射せず、噛み付き攻撃のみを行う）。赤色のタイプは黒色に比べて攻撃力・耐久力・移動速度が高く、噛み付き攻撃のみを行う。また、より巨大で指揮能力と繁殖能力を持つ「クイーン」も存在する他、『EDF3P』には黒色の物の上位種である金色のタイプや、赤色の物の上位種である紅色のタイプも登場している。
クモ型巨大生物
クモの姿をした巨大生物。跳躍しながら移動し、臀部から酸を含んだ糸を射出して敵を絡め取ろうとする。糸は接触している間は常にダメージを受け続け、糸の数だけ効果が重複するため殺人的攻撃力を持つ。さらに射程も長く移動力を奪うため、後続の糸や他の敵の攻撃まで受けやすくなってしまう。特に高難度における密着状態からの攻撃は、かなり体力を強化していてもほぼ即死級のダメージを受けてしまう。また、この糸は巨大甲殻虫の酸とは異なりオブジェクトを貫通しやすい。より大型の種も存在する。『EDF3P』には鎧を纏ったようなタイプも登場している。

#### 宇宙怪獣
ヴァラク
旧シリーズのソラスに相当する巨大宇宙怪獣。ミッション18で出現する他、ミッション39で複数で出現する。火炎放射攻撃などの攻撃パターンもソラスを踏襲しているが、新たに地面を叩きつけ、周囲に砂埃を巻き起こす近接攻撃も使用してくる。
ヴァラク サイボーグ体
サイボーグ強化を施されたヴァラク。その全容が判明するまでは「UNKNOWN（未確認物体）」と呼称されていた。背部に巨大な2門のレーザー砲を備え、地面を薙ぎ払うように照射してくるほか、大量の時限式グレネードを射出する。

#### ロボット兵器
ガンシップ
フォーリナーの主力航空兵力。赤色の光線を撃って攻撃してくる。空を埋め尽くすような大部隊を率いてくることが多い。圧倒的な強さで一瞬でEDF航空戦力を壊滅させたが、地上部隊に苦戦しているところを見ると、対地戦は苦手らしい。
次回作『地球防衛軍4』では、名称が「飛行ドローン」に変更されている。
レッドカラー
EDF欧州司令部を壊滅させたとされる、赤色のガンシップ。移動速度や耐久力が通常のガンシップと比べ大幅に上昇している。
新型ガンシップ
『EDF3P』に登場する新型のガンシップ。ガンシップの下部を切り取ったような形状をしている。放射状に放たれる、速度の速いレーザーを武器としている。
キャリアー
巨大生物やヘクトルを次々と投下する、フォーリナーの航空母艦としての役割を持つ大型機。それ自体は戦闘力を持たない。機体底面のハッチを狙わないとダメージを与えられない。
ヘクトル
本作より登場した、敵の二足歩行兵器。人型で痩身の体躯が特徴。時折頭部を体内に収納する動作が見られるが、それによる性能の変化などはない。中盤のステージからキャリアー輸送が可能な小型タイプも登場する。撃破すると視界を遮るほどの大爆発を起こす。両腕の武装はマシンガン、クラスター弾、プラズマ砲の3種類確認されており、ミッションによって異なる。特にプラズマ砲搭載の機体は曲射により遠距離からでも砲撃してくるため、常に注意する必要がある。後述のベガルタはこの敵に対抗するため開発された。
四足歩行要塞
本作より登場した、キャリアー以上の体躯を誇る強力な巨大四足歩行兵器。通称「四足（よつあし）」。
機体の前部と両側面に電磁防壁「フォースフィールド」を搭載しており、高い防御力を誇る。また、多数のレーザー砲塔を備え、機体の中央にはプラズマガトリング砲台も備えている。また、プレイヤーにダメージを与えることはないが、正面には全長100メートルものプラズマ砲台が存在し、着弾すれば直径数百メートルもの範囲が吹き飛ぶとされる。中央のハッチからは巨大甲殻虫やガンシップ、ヘクトルまで投下してくるが、同時にそこが弱点でもある。
マザーシップ
フォーリナーの母船にして、本作の最終ボス。一作目のような円盤型ではなく、『スターウォーズ』のデス・スターのような球体状のデザインとなっている。本体には破壊兵器が無数に配備されており、主砲となるジェノサイド砲や、大量のパネル型のプラズマ砲、柱状のビーム砲塔を展開して、一帯を焦土と化す苛烈な弾幕攻撃を行う。また次々にガンシップを射出してくる。地球上の大気を吸収してエネルギー源としているが、その際には吸収口にシールドを展開できないため、そこが唯一つの弱点となる。

### その他
一般市民
巨大アリなどに襲われてビルの谷間を逃げ惑う人々。過去作とは異なり当たり判定がない。最終決戦では全世界の市民が思わぬ行動に出る。

## 武器
フォーリナーとの戦闘のために開発された多種多様な武器。武器は2種類まで装備可能で、同名の武器を2つ装備することも可能。武器の切り替えはダウン・乗車・緊急回避時を除き、いつでも瞬時に可能である。また、本作では緊急回避中でも武器の切り替えが可能となった。
ロケットランチャーやミサイル、グレネード等の重火器の爆風は接触するとこちらもダメージを受けてしまうため、近距離での使用時は誤爆に注意する必要がある。
武器ごとにそれぞれの性能を重視したシリーズに分かれているが、一部にはシリーズの存在しない単独モデルも登場する。
登場する武器は主に実弾兵器だが、一部エネルギー兵器も登場する。これらは一部を除き、規定の装弾数を撃ち尽くすと自動でリロード（再装填）状態となる。リロード中はその武器を使用することができず無防備な状態となるが、リロードが完了すれば装弾数が全回復するため、実質無制限に使用可能。
両方の武器がリロード中の場合、リロードは現在装備している武器のみが行われ、もう片方の武器はリロードが停止した状態になる。また、乗車中・ダウン中は装備中の武器もリロードが停止してしまうので注意が必要である。
アサルトライフル
主に100発を超える装弾数と高い連射速度を持ち、短時間で安定して敵にダメージを蓄積させることができる。中距離戦で威力を発揮し、比較的リロード時間も短いため長期戦や敵の足止めに有効。M16に似ている。
地上戦を得意とする反面、短時間でも目標に弾を当て続ける必要があるため、特に高難度における対空戦では敵が素早くなるため命中させにくく効果が薄い。
シリーズは「AF」のみ。バランスの取れたスタンダードモデルに加え、連射力を犠牲に単発威力と射程を重視したSTモデル・威力を犠牲に更に連射力を重視したRAモデル・連射力を極限まで高めたRARモデルの他、本作では新たに一度の射撃で自動的に数発連射するバースト射撃が可能なBモデル・2連装でV字に発射するVモデル・低精度だが広範囲に攻撃可能なXモデル等も登場。
スナイパーライフル
全シリーズ共通でズーム機能を搭載している。射程・弾速・単発威力・命中精度に優れ、遠距離からの狙撃による対空戦や超巨大生物・ヘクトル・歩行要塞戦、キャリアーの破壊等の目的に対して非常に有効。
しかし一部を除き他の武器に比べて連射が利かず、装弾数も多くないため大群相手の近距離戦では手数が足りず不利といえる。
以下の5シリーズ。
MMF
標準的な性能のシリーズ。ある程度の速射性を持つ。標準モデルに加え、連射性能を重視したRAモデル・バースト射撃が可能なBモデルも登場。旧作のSNRに相当。
ライサンダー
破壊力を重視したシリーズ。絶大な威力を誇り、弾速・命中精度も極めて高い。しかし次弾を手動で装填するため、他シリーズ以上に連射が利かないのが唯一の欠点。ほぼ旧作準拠の性能。
ストリンガー
本作より登場。貫通力を重視したシリーズ。発射された弾は敵を貫通する（四足歩行要塞のフォースフィールドも貫通する）ため、射線上の敵全てにダメージを与えることができる。ただし銃の構造が特殊であるため、1発撃つ度にリロードする必要がある。また、建物などのオブジェクトは貫通しないので注意。
ファイブカード
連装シリーズ。5発の弾をショットガンのように同時に発射する。ある程度の速射性を持ち、リロード時間も短い。「XA」と「XB」の全2モデルのみだが、後者は射程が非常に長く、バウンドガンの性質を持つ特殊モデルとなっている。旧作のファイブスターに相当。
零式レーザーライフル
特定の条件を満たすことで入手可能。シリーズは存在しない。レーザーを発射し、目標に照射し続けることでダメージを与える。前作におけるペイルウイングの狙撃兵器「LRSL」に相当するが、前者に比べてこちらは単発威力が大幅に上昇しており、非常に高い火力を誇る。 しかし特殊なエネルギーを使用しているため、武器としては異例でリロード不可の使い切りとなっている。
ショットガン
複数の弾を同時に発射する。弾が拡散するため攻撃範囲が広く目標に命中させやすい。また、一撃で瞬間的に纏まったダメージを与えられるため近距離戦で最大の威力を発揮する。
その性質から地上戦と対空戦の両方をこなせる汎用性の高さが売りだが、全体的に射程が短くリロード時間の長いものが多いことから遠距離戦・長期戦には向かないため、使用する際は無駄撃ちをせずに撃つタイミングを見極め、目標に確実に命中させる必要がある。
巨大生物やガンシップに対しては非常に有効だが、接近する必要があるため超巨大生物やヘクトル、四足歩行要塞などの耐久力・戦闘能力の高い敵に対してはリスクが大きい。
以下の4シリーズ。
バッファロー
標準的な性能のシリーズ。高めの単発威力と適度な速射性を持つ。本作ではバースト射撃が可能なBモデルも登場する。旧作のSGに相当。
ガバナー
散弾数と拡散性を重視したシリーズ。より広範囲に攻撃できる。また、至近距離からの射撃による全弾命中時の破壊力は凄まじく、他のシリーズを遥かに上回る。旧作に比べ、最終モデルの装弾数が倍増した。
スパローショット
連射性能を重視したシリーズ。他のシリーズに比べて一撃あたりの威力は低め。ほぼ旧作準拠の性能。
ワイドショット
本作より登場。水平または垂直方向に広く拡散する散弾を発射する。基本性能はバッファローに近い。
ロケットランチャー
着弾時の爆発による範囲攻撃で、複数の敵を巻き込んでダメージを与えることができる。射程も非常に長いため狙撃に利用することも可能。
以下の6シリーズ。
スティングレイ
汎用シリーズ。全体的にリロード時間が短い。標準モデルに加え、威力を高めたSTモデルも登場。また、最終モデルのみズーム機能を搭載している。旧作のゴリアスに相当。
ゴリアス
狙撃性能を重視したシリーズ。全モデル共通でズーム機能を搭載しており、威力も高い。いずれも単発リロード式。旧作における同名シリーズのSモデルに相当。
ボルケーノ
連装シリーズ。弾速の遅いロケット弾を複数同時に発射するため、比較的広範囲に攻撃可能。円状に発射するAモデルと、水平に発射するWモデルに加え、本作ではバースト射撃のBモデルも登場。Bモデルは連射中に緊急回避をすると自爆する危険性が高いため注意が必要。また、連射中に武器を切り替えることで連射の中断が可能。
カスケード
連射性能を重視したシリーズ。リロード時間はやや長め。旧作におけるゴリアスのRモデルに相当。
プラズマランチャー
プラズマ弾を発射する。前作におけるペイルウイングの同名の武器に相当。爆破範囲の広いものが多いが、零式レーザーライフル同様、特殊なエネルギーを使用しているためシリーズ共通でリロード不可。
ジェノサイドガン
特定の条件を満たすことで入手可能。シリーズは存在しない。前方に極太のレーザーを超高速で発射する。全武器中最大規模の爆破範囲を持ち、クイーンやヘクトルをも一撃で撃破する桁違いの威力を誇るが、一部の敵に対しては無効となっている。
その強力無比な威力と爆破範囲の割に意外なほどリロード時間が短い上、命中精度も極めて高くズーム機能まで搭載しているため遠距離への狙撃も容易である。なお、従来のシリーズとは砲の形状が異なり、独自の近未来的なデザインとなっている。
ミサイル
自身に最も距離の近い敵を追尾する。ロケットランチャー同様、着弾時の爆風による範囲攻撃が可能だが、前述の性質上、至近距離の目標への追尾による誤爆には注意する必要がある。
また、本作まではマルチロック機能が存在しないため、ミサイルが最初に誘導を開始した敵を連射して倒そうとすると1発目が命中して敵が吹き飛んだ場合、後続のミサイルは敵の周囲を旋回し続ける。また、死体を追尾してしまう事も多いので注意。
以下の5シリーズ。
エアトータス
非常に遅い弾速が特徴的なシリーズ。威力と爆破範囲を重視した大型ミサイルを発射する。単発式で、リロード時間がやや長い。旧作のスカイタートルに相当。
エメロード
汎用シリーズ。適度な速射性を持ち、比較的リロード時間も短い。ほぼ旧作準拠の性能。
MLRA
連射性能を重視したシリーズ。装弾数が多く弾速も速いが、単発威力・爆破範囲は小さい。旧作のML-Rに相当。
プロミネンス
威力と爆破範囲を重視したシリーズ。単発リロード式。ミサイルは発射後一定時間直進し、その後敵を追尾する。その性質上障害物越しの攻撃が可能。着弾地点確認用にズーム機能を搭載している。ほぼ旧作準拠の性能。
FORK
連装シリーズ。水平に20発もの小型ミサイルを同時に発射する。他のシリーズに比べて射程が短い。単発リロード式で1発あたりの威力こそ低いものの、誘導性能は極めて高い。旧作のソルリングに相当。
グレネード
放物線状の軌道で飛ぶため、障害物越しの攻撃が可能。その性質上敵集団の中心にピンポイントで爆撃することにより、ロケットランチャー以上の掃討能力が期待できる。接触起爆式と、時限起爆式のJモデルの2種類に大別される。後者は敵の動きを予測しなければならないため使いにくいが、前者よりも威力が高い。
使いこなすためには精密な角度調整を必要とするため、基本的にテクニカル操作向けの武器と言える。
以下の6シリーズ。
MG
いわゆる手榴弾。腕力で直接投げつけて使用する。リロード不要で使用可能という利点を持つ。後述のランチャーに比べて飛距離は短いものの威力が高く、爆破範囲も広い。
本作では投擲の仕様が変更され、ボタンを押し続けている間はグレネードを手元に留めることができ、ボタンを押す長さに比例して飛距離が伸びるようになった。しかしその関係上、接触起爆式は誤ってボタンをすぐに離してしまうとグレネードを自身の真下に落とす形になってしまい、時限起爆式は起爆時間まで手元に留めておくとグレネードがその場で爆発してしまうため、操作ミスによる自爆の危険性が高くなった。
UM
汎用グレネードランチャー。全体的にロケットランチャーに比べて高威力・広爆破範囲だが、リロード時間は長め。また、意外にも非常に長射程で命中精度も高い。旧作に比べ、軌道が少し緩やかになった。
スタンピード
本作より登場。ショットガンのように大量のグレネードを同時に射出する。高い瞬間火力を誇り、非常に広範囲に絨毯爆撃を仕掛けることが可能。リロード時間は長く、いずれも単発・接触起爆式。
スプラッシュグレネード
特殊グレネードランチャー。オブジェクトに接触すると不規則に跳ね回るグレネードを大量に射出する。いずれも単発リロード・時限起爆式。ほぼ旧作準拠の性能。
スティッキーグレネード
特殊グレネードランチャー。オブジェクトに接触するとその場に吸着するグレネードを大量に射出する。この他、射出されるグレネードは1発のみだが、単発威力と爆破範囲を大幅に強化したαモデルも登場する。全モデル共通で単発リロード・時限起爆式。旧作のサッカーグレネードに相当。
BRUTE, CRUMBLE
連装モデル。前者は3発、後者は2発のグレネードを同時に射出する。
特殊兵器
上記に該当しない、特殊な性能の武器。状況次第で非常に強力なものから、まるで役に立たないものまで様々。
以下の7シリーズ。
バウンドガン
オブジェクトに接触すると反射する特殊弾頭を標準搭載した銃。その性質上狭い空間においては弾が反射し続けるため連射することで凄まじい弾幕を形成することが可能だが、自身も被弾する危険性が増えるため注意が必要。連射タイプと散弾タイプに大別される。
火炎放射器
炎を連続で発射する。攻撃範囲が広く敵を貫通するため、より後方の敵も巻き込むことができる。本作ではインセクト・ネストに対しては無効となり、ダメージを与えられなくなっている。
かんしゃく玉
花火の一種であるかんしゃく玉を戦闘用に改造。大量の小型グレネードをばら撒くように投げつけて使用する。1発辺りの威力・爆破範囲は小さいものの、纏めて命中させると相当な威力を発揮する。
MG同様リロード不要だが、投擲の仕様が変更されたため連発しづらくなった。
アシッドガン
本作より登場。巨大甲殻虫の体液を基に開発された酸を発射する。放物線状の軌道で飛ぶため、障害物越しの攻撃が可能。連射タイプと散弾タイプに大別される。
C型爆弾
本作より登場。ダイナマイトのような形状の遠隔操作式爆弾。発射ボタンで設置後、起爆ボタンで設置したもの全てを一斉に爆発させる。非常に高威力で、任意のタイミングで起爆させることができるため、地上戦においては多くの敵を誘い込んで使用すれば効果は絶大。ただしリロード時間は長めで、全弾起爆し終えるまでリロードが開始されない仕様となっている。
インパルス
本作より登場。いわゆる指向性地雷。発射ボタンで設置後、起爆ボタンで設置したもの全てから一斉に大量の散弾を発射する。発射方向は基本的に設置時の向きで固定されるが、例外として上空への攻撃を目的とし、設置方向に関係なく常に真上方向へ発射される対空タイプも存在する。非常に広範囲に攻撃できるため、待ち伏せ戦で最大の威力を発揮する。リロード時間は全武器中最も長く、C型爆弾同様に全弾起爆しないとリロードが開始されない。
セントリーガン
本作より登場。一定時間、周囲の敵を探索して攻撃する自動歩哨銃。発射ボタンで設置後、起動ボタンで設置したもの全てが一斉に索敵・射撃を開始する。自動で敵を狙って攻撃してくれるため、セントリーガンと主人公でそれぞれ攻撃の分担が可能であることから攻撃効率に優れ、高い汎用性を誇る。また、基本的にセントリーガンに装填されている弾数も多いため攻撃時間が長く、敵集団に包囲されたとしても形勢逆転が大いに期待できる。
基本の機銃タイプの他、広範囲を探索するスナイパータイプ・範囲攻撃が可能なランチャータイプも登場。
しかし敵のいる方向に攻撃するという性質上、背後に敵がいる場合は当然主人公もセントリーガンによる誤射を受けてしまうので、設置後の立ち回りには注意が必要。リロード時間は非常に長く、C型爆弾・インパルス同様に全機が弾を撃ち切らないとリロードが開始されない。

## 乗り物
陸戦兵はステージに配置された乗り物を利用することができる。攻撃を受けても搭乗員はダメージを受けず、代わりに乗り物が受ける。乗り物はいずれも耐久力が設定されており、それ以上のダメージを受けると大破して使用不能になる。ダメージは敵からの攻撃のみならず、主人公の武器による攻撃でも受ける。武装の弾数は一部を除いて無限である。
E551ギガンテス
戦車。複合装甲により高い耐久力を誇る。樹木やガードレール、信号機等の小さな障害物ならば薙ぎ倒して進むことが可能。武装は120mm榴弾砲のみ。
EF24バゼラート
EDFが開発した最新鋭高性能攻撃ヘリコプター。スタブウイングに30mmUT機関砲、翼下にミサイルを搭載する。ミサイルのみ弾数が有限である。
SDL2
ホバー式のバイク。どのような悪路でも走破可能。武装は7.6mm機関銃を2基搭載する。高速走行時に建物や電柱などに衝突するとダメージを受ける。バックができないため、後退する際は旋回する必要がある。敵から逃げる際は高難度でもガンシップしか追いつけないほどの速度で振り切ることができる。ロード画面での表記は「SLD2」となっておりEDF3Pでも同じ表記だったが、EDF3FNSで「SDL2」に修正された。
バトルマシン ベガルタ
ヘクトルに対抗するために開発された二足歩行の人型戦闘用兵器。武装は右腕部に火炎放射器とロケットランチャー、左腕部にマシンガンを搭載している。また、短時間ではあるが飛行も可能。乗り物の中では高い攻撃力と耐久力を誇るが、機動力の低さが欠点となる。

## その他の兵器
EDFが保有する兵器。通信上で存在が語られるが、プレイヤーが目にすることはない。
EJ24
EDFが保有する戦闘機。連合空軍の戦力としてマザーシップに攻撃を仕掛けるが、ガンシップの攻撃を受けて次々に撃墜される。
決戦要塞X3
北米の決戦で投入された兵器。マザーシップの砲撃を受けて破壊される。

## アプリゲーム

### 地球防衛軍3 Mobile
2009年8月17日にiモードにて配信開始。2013年1月4日にはauスマートパスからも配信開始。
EDF3をベースにしており、全10ミッションからなる。難易度は5段階。武器は120種以上ある。

### 地球防衛軍3D Mobile
地球防衛軍3 Mobileに裸眼立体視機能を追加した作品。裸眼立体視機能を持つLynx3Dにプリインストールされた。また、2011年4月以降に中国で発売されたシャープ製SH8158U/SH8168Uにプリインストールされた。

## 地球防衛軍3 PORTABLE THE COMMERCIAL
『地球防衛軍3 PORTABLE』の実写予告として2012年9月25日に公開された短編特撮作品。監督は河崎実が務める。操演によって撮影された巨大甲殻虫やクモ型巨大生物が登場している。また、ファンの間での陸戦兵やペイルウイングの綽名であった「陸男」「ペリ子」や、劇中の無線の空耳である「昆虫キモォォォス!（こっちへ来ます!）(ミッション1の開始直後に流れる。)」などが公式に使用されている。

### キャスト・スタッフ
- 監督：河崎実
- ペイルウイング・鈴木ペリ子：吉木りさ
- 玉岡長官：森次晃嗣
- 飛山参謀：沖田駿一
- 結城博士：堀内正美
- 佐藤海男隊長：森まさひろ
- 山田陸男：LE GALL ARNO
- 結城丈二：Usen Ologbosere
- 小林：森拓也